# Андретти, Марио
Ма́рио Андре́тти (англ. Mario Gabriele Andretti, род. 28 февраля 1940, Монтона, Италия, сейчас Мотовун, Хорватия) — американский автогонщик итальянского происхождения, чемпион мира по автогонкам в классе Формула-1. Имя Марио Андретти в США воспринимается как синоним скорости, аналогично имени Барни Олдфилда в начале двадцатого века и Стирлинга Мосса в Великобритании. До сегодняшнего дня единственный пилот, одержавший победу в «Дайтоне-500» (1967), «Индианаполис-500» (1969) и в чемпионате мира «Формулы-1» (1978).

## Биография

### Ранние годы
Марио Андретти родился в городе Монтона итальянской провинции Истрия (итал. Montona d'Istria) вместе с братом-близнецом Альдо. Семья Марио, Альдо и их старшей сестры Анны-Марии не бедствовала — у них была своя винодельня. Всё изменилось с началом Второй мировой войны — винодельня доходы приносить перестала, и зачастую было нечего есть. К концу войны город заняли югославские партизаны, его переименовали в Мотовун и после войны он вместе со всей провинцией перешёл в состав Югославии. В 1948 году отец Марио, Джиджи Андретти смог вместе с семьёй вернуться на родину, где вплоть до 1955 года жил в лагере беженцев. Наконец, в июне 1955 года, не видя перспектив трудоустройства на родине, Джиджи перевёз всю семью через Атлантику, в США, в город Назарет, штат Пенсильвания.

### Начало карьеры
Интересоваться автогонками Марио начал, можно сказать, даже ещё в глаза не видя никаких автомобилей. По воспоминаниям Рины Андретти — матери Марио и Альдо — близнецы уже с двухлетнего возраста носились по дому с крышками от кастрюль в руках, держа их на манер руля и крича «вррруммм-вррруммм!». Поэтому как только им исполнилось по пять лет, брат мамы сделал им деревянный автомобильчик — на что-то большее просто не было денег. Близнецы «гонялись» на нём, спуская с горки. После возвращения на родину в Италию они окончательно заболели гонками, увидев победу Альберто Аскари в 1952 в Монце. Уже через год они участвовали в Формуле-Юниор за рулём автомобилей, одолженных друзьями. После переезда же в США поначалу Марио и Альдо решили, что с гонками покончено — поскольку считали, что в Америке гоняются только в Индианаполисе.
К счастью, в Назарете обнаружился грунтовый овал, и братья снова принялись за старое. Собрав по пять баксов со школьных друзей, они купили за бесценок подержанный
Hudson Hornet 1948 года выпуска и стали доводить его до ума. Первый старт пришёлся на год десятилетнего юбилея машины, в 1958 году. Стартуя по очереди, они почти каждый уикенд выигрывали гонки. Альдо был популярнее у зрителей — считалось, что Марио слишком много рискует. Однако вскоре авария случилась именно с более благоразумным Альдо. На гонке в Хэтфилде в финале сезона-59 он разбился, да так, что несколько недель провёл в коме. Для устранения последствий аварии пришлось прибегнуть к пластической хирургии, и с тех пор Альдо не очень похож на Марио. Впоследствии Альдо ещё участвовал в гонках, но затем остепенился и прекратил выступления, занявшись бизнесом.

### USAC и первые успехи
Марио же продолжил карьеру. Поучаствовав в младших сериях, в 1964 году он наконец добрался до главного чемпионата страны — USAC. В первой своей гонке в Трентоне он финишировал 11-м, а в последней гонке чуть не выиграл. На следующий год, выступая в легендарной гонке «500 миль Индианаполиса», он с ходу заработал третье место и титул «Новичок года», затем впервые победил, а в конце года завоевал чемпионский титул. В 1966 он повторяет успех в чемпионате, заработав восемь побед, ещё через год вдобавок ко второму месту в чемпионате Марио добавляет победу в знаменитой гонке «Дайтона-500». По результатам сезона ему присваивают звание «Гонщик года».

### Проба сил в Формуле-1
Добившись успеха в США, Марио решает попробовать свои силы в Формуле-1. Договорившись с Колином Чепменом, знакомым по участию в «Инди-500» середины 60-х, он запланировал принять участие в Гран-при Италии 1968 года. Дебют сорвался — показав десятое время на квалификации, Марио вместе с другом и соперником по американским гонкам Бобби Ансером планировал улететь в США, принять там участие в гонке Hoosier 100, а затем вернуться к началу Гран-при. Однако по действующим тогда правилам гонщик не имел права принимать участия в гонке, если до этого в течение 24 часов он участвовал в каком-либо другом соревновании, и американцу пришлось выбирать — или Европа, или Америка. Марио выбрал Америку, и дебют в Гран-при переместился с его старой родины Италии на новую — США.

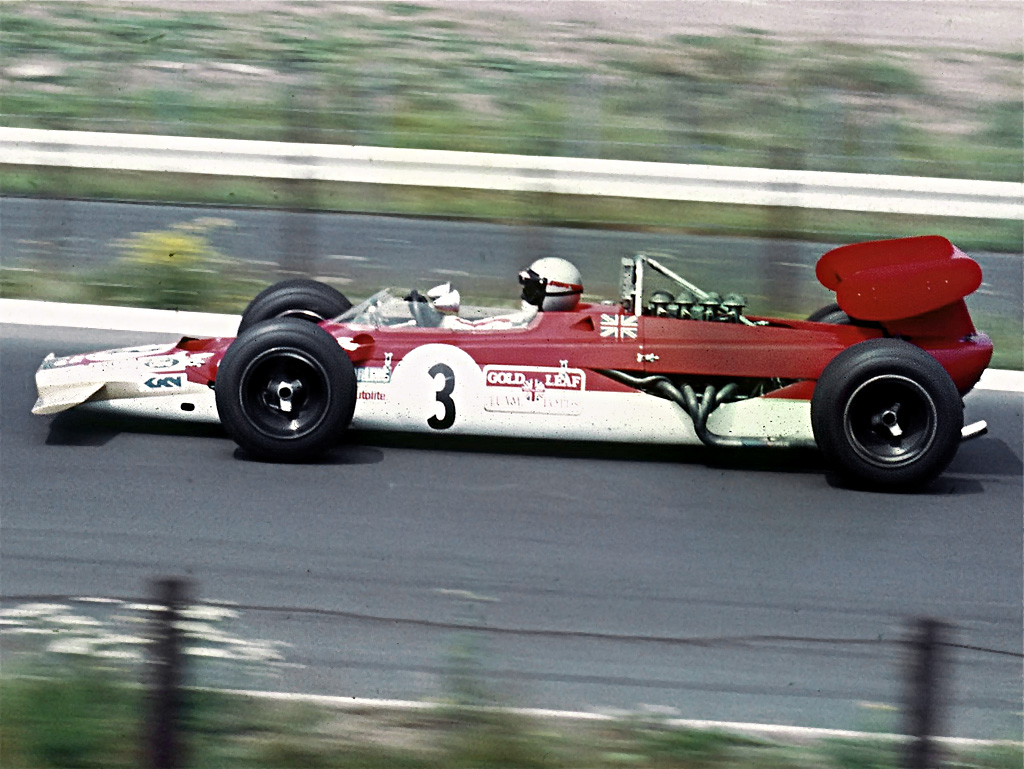
Андретти за рулем болида Лотус на Гран-при Германии 1969 года.

Дебют оказался ошеломляющим — практически без подготовки Марио завоевал поул. В гонке, правда, долго продержаться не удалось — после трети дистанции отказало сцепление, но впечатление получилось что надо. В следующем году в USAC он завоевал третий титул, выиграл — единственный раз в карьере — «Индианаполис-500», но в Европе за несколько редких выступлений до финиша добраться ни разу не удалось. В 1970 победы в США прекращаются, зато удается наконец финишировать в Формуле-1, на этот раз за рулём March — и сразу на подиуме, на третьем месте. В 1971 он занимает место, являющееся пределом мечтания всех итальянских гонщиков — в «Феррари», и сразу побеждает, на первом же этапе чемпионата — но в дальнейшем в очках удается финишировать лишь раз. За океаном же удача и вовсе отворачивается от работающего на два фронта гонщика — за семидесятые он побеждает всего трижды. В 1972 он участвует в гонках одновременно по обе стороны океана, в Формуле добившись лишь пары финишей в очках, а в США став в чемпионате лишь 11-м. В 1973 он решает сосредоточиться на USAC, но занимает в чемпионате лишь пятое место, победив всего единожды.

### Парнелли (1974—1975)
Последние несколько лет в USAC Марио выступал в команде Парнелли Джонса, но без особого успеха. Когда Парнелли решил перейти в Формулу-1, Марио последовал за ним — тем более, что команда была усилена автором автомобиля-клина Lotus 72 Моррисом Филипом. Начав выступления с двух последних этапов 74 года, Андретти продолжал выступления весь 1975-й. Из затеи мало что получилось — основной спонсор Firestone прекратил финансовую поддержку команды уже в конце 1974 года, так что выступать приходилось в условиях стеснённого бюджета. Путём постоянных улучшений машины Марио смог трижды — в Швеции и Франции в 75 и в ЮАР в 1976 — набрать очки, но найти нового спонсора на замену не удалось, и после Западного Гран-при США в Лонг-Бич Парнелли закрыл команду. Самое интересное, что Марио узнал об этом не от босса, а от журналистов. После схода с дистанции те спросили у Андретти — как, мол, вам такое окончание Формульной карьеры. Марио ответил, что карьера в Формуле может и закончилась у Парнелли, но точно не у него, Андретти — и тем же вечером встретился с Колином Чепменом, за команду которого он уже провёл первую гонку сезона, пропущенную Джонсом. Вскоре был подписан контракт, который принесёт Марио большую часть достижений, завоёванных в Формуле-1.

### Лотус
Знакомство с новой машиной, Lotus 77, оставило не лучшее впечатление, Марио даже назвал как-то машину «барахлом». Однако конструктор Лен Терри спроектировал новую подвеску на рокерных рычагах, которую можно было настраивать индивидуально под каждую трассу. Вкупе с умением Марио чувствовать пределы возможностей машины это вскоре начало давать результаты. В Андерсторпе Андретти комфортно лидировал, пока не подвёл мотор, во Франции впервые завоевал очки, а в Нидерландах и Канаде финишировал на подиуме. Напарник итальянца, швед Гуннар Нильссон, с которым сразу сложились дружеские отношения, добился подиума ещё на четвёртом этапе, в Испании. Наконец, на последнем же этапе в Японии на залитой дождём трассе Марио тактически полностью переиграл всех соперников и финишировал первым с отрывом в круг.
Следующий же сезон оказался ещё лучше. Спроектированный ещё в прошлом году Lotus 78 был построен на основе очередной гениальной идеи Чепмена — граунд-эффекте, и был готов уже к Гран-при Нидерландов 1976 года. Чепмен не стал выставлять его на гонки сразу после производства, опасаясь что соперники позаимствуют идею, а предпочёл довести конструкцию до ума. Большая часть усилий по доводке машины была произведена именно американцем — на тестовом треке команды он проехал буквально тысячи километров. Результаты не заставили себя ждать — уже на четвёртом и пятом этапах Марио завоевал победы, позже победил ещё дважды, семь раз был на поуле и часто лидировал в гонке. Правда, побороться за титул не получилось — помешали всевозможные «детские болезни» машины.
В новом, 1978 сезоне в первых четырёх гонках Андретти за рулём Lotus 78 ещё раз победил и ещё раз сошёл из-за механических проблем. Появившийся начиная с Бельгии Lotus 79, избавленный от принципиальных недостатков предшественника, превратил преимущество американца на трассах в доминирование. Завоевав пять побед, семь поулов и трижды установив быстрый круг, он выиграл титул, что называется, за явным преимуществом. Достижение было омрачено гибелью напарника — Ронни Петерсон, в начале 78-го заменивший заболевшего раком Нильссона, на Гран-при Италии попал в аварию и умер в больнице из-за жировой эмболии, вызванной ошибкой врачей во время операции на ноги.
Чем выше полёт, тем ниже падение — после 1978 карьера Марио в Формуле-1 покатилась вниз. К новому 1979 сезону все команды построили автомобили с граунд-эффектом, и на их фоне новый Lotus 80 совершенно не смотрелся. Излишняя жёсткость подвески сводила на нет всю прижимную силу, и новинку пришлось прекратить применять уже после трёх Гран-при. Старый же Lotus 79 не позволял бороться за победы — и если напарник, которым на этот раз стал Карлос Ройтеман, смог четырежды добраться до подиума, то Марио добился лишь одного третьего места. О победах никто уже и не помышлял. В 1980 году результаты и вовсе скатились до неприличных — лишь раз за сезон, на последней гонке Андретти смог записать на свой счёт единственное очко. Вдобавок у главного спонсора, компании Essex, начались проблемы с законом. Разочарованный как результатами, так и отсутствием перспектив, Марио разорвал отношения с командой и перешёл в заводскую «Альфа-Ромео».

### После Лотуса
Как вскоре выяснилось, лучше было бы не уходить. Если «Лотусы» регулярно набирали очки, то «Альфа-Ромео» проявляла в полной мере свою знаменитую ненадёжность двигателей. Когда же машина не ломалась, выяснялось, что скоростью она тоже не обладает. Лишь на стартовом этапе в США Марио смог заработать очки, финишировав четвёртым. На следующий, 1982 сезон гонщик не стал искать контракт постоянного пилота, во многом потому что считал формульные машины с граунд-эффектом абсурдными — им не требовалось совершенно никакого мастерства, нужно было просто давить на газ и поворачивать руль, а умение отходило на второй план. Марио всё же принял участие в трёх отдельных Гран-при сезона, причём интересно, что два из них были проведены в США, а ещё один — в Италии. Сначала он заменил в «Уильямсе» Ройтемана, неожиданно для команды разорвавшего контракт (аргентинец поругался с Фрэнком Уильямсом по поводу конфликта вокруг Фолклендских островов), а на последних двух гонках сезона заменил в «Феррари», получившего тяжёлые травмы Пирони. На одной из этих гонок Марио заработал свои последние достижения в Формуле-1 — поул-позицию и финиш на подиуме (третье место). Позже, в 1984 году Марио чуть было не вернулся в Формулу-1 — штатный гонщик команды «Рено» Патрик Тамбе сломал на этапе в Канаде ногу, было неясно, сможет ли он восстановиться к следующей гонке в Детройте, и на всякий случай позвали Андретти. Француз смог восстановиться и принял участие в гонке, что не особенно расстроило Марио — он насладился гонкой в качестве зрителя, тем более что оба его сына участвовали в гонках поддержки данного Гран-при.

### Возвращение в США
Все годы выступления в Формуле-1 Андретти не прерывал связи с гоночным миром Америки, каждый год участвуя в нескольких гонках чемпионата USAC, а затем CART. В 1978 и 1980 он даже выиграл по одной гонке. Закончив формульную карьеру, Марио перешёл на полный график — и в первом же полном сезоне, в 1982 стал бронзовым призёром чемпионата. На следующий год он повторил это достижение, дважды победив, а в 1984 добавил к имеющимся трём четвёртый титул чемпиона высшей американской серии для автомобилей с открытыми колёсами.
В 1989 к серии присоединился его старший сын Майкл, и в 1990—1994 годах они выступали в одной команде. Кроме «Индикара», отец с сыном также выступали в одной компании в чемпионате IMSA GT. Постепенно результаты стали ухудшаться, после 1988 побеждать уже не удавалось, но места на подиуме Марио занимал регулярно. Наконец, в 1993 году в Финиксе он одержал свою последнюю победу в гонке, а на следующий год закончил карьеру.

### «Индианаполис-500»
История выступлений Марио Андретти в Индианаполисе насчитывает несколько десятилетий. В первый раз он вышел на старт знаменитой гонки в 1965 году, а в последний раз — в 1994, всего 29 раз. Несмотря на такое впечатляющее количество попыток, победить он смог всего лишь раз — на заре карьеры, в 1969. Множество раз он сходил с дистанции, лидируя. Даже финишировать ему удалось лишь пять раз, считая победу в 69 — и это почти за три десятилетия! Неудачливость Марио даже получила собственное название — «Проклятие Андретти». В 1981 его уже объявили победителем после того как Бобби Анзера, вслед за которым он финишировал, дисквалифицировали — но затем была подана апелляция и дисквалификацию заменили на денежный штраф. В 1985 незадолго до окончания гонки его обогнал Дэнни Салливан, после чего его развернуло. Казалось бы, победа в руках — но после пит-стопа Салливан снова обогнал Марио и победил. В 1987 году Андретти доминировал как в тренировках, так и в гонке, лидировал 170 кругов из первых 177 — но потом сошёл из-за неполадок. Наконец, в 1992 году во время гонки он попал в тяжёлую аварию и сломал обе лодыжки. Самое интересное, что «проклятие Андретти» распространяется также и на других представителей данного семейства. Ни Майкл, ни другие родственники Марио так и не смогли победить в этой гонке.
Определённой компенсацией за годы неудач в «Инди-500» можно считать инцидент, случившийся во время подготовки к «Инди-500» 2003 года. Незадолго до начала подготовки выступавший в то время за команду Майкла Андретти Тони Канаан сломал руку, и Марио решил тряхнуть стариной и сесть за руль. Предполагалось, что если Тони не успеет восстановиться к началу квалификационных заездов, таковые вместо него проведёт Марио, а в гонке вернёт машину бразильцу. Участия Марио в гонке не предполагалось. Несмотря на то, что к тому моменту с окончания карьеры старшего Андретти прошло уже почти десять лет (да и опыта использования современных индикаров у него не было), Марио с ходу показал конкурентоспособное время. С первой же попытки он показал скорость на круге более 212 миль в час, а позже увеличил это значение до более чем 223 миль в час. Возникало впечатление, что легендарный гонщик вовсе и не уходил из соревнований. Возникли разговоры, что Марио может и в гонке принять участие.
Однако, затем случилось непредвиденное. За две минуты до окончания квалификации в первом повороте разбил машину Кенни Брак, вследствие чего возникли жёлтые флаги. Марио, проходивший в тот момент быстрый круг, среагировать не успел, и на полной скорости наехал на фрагмент автомобиля шведа. Столкновение с обломком, которым вероятнее всего было заднее антикрыло, подбросило нос автомобиля Марио вверх, машина взлетела и на полной скорости закувыркалась по прямой. Видео с вертолёта показывает, что автомобиль срезал верхнюю часть высоченного забора безопасности и чуть не перелетел через него. Потратив кинетическую энергию на бешеное вращение, автомобиль наконец приземлился на поверхность трассы — в правильном положении, «головой вверх».
Несмотря на чудовищный характер аварии, Марио даже не поцарапался. Изначально гонщик не счёл инцидент чем-то особенным и всё равно намеревался выйти на квалификацию, но днём позже всё же решил не испытывать судьбу.

### Ле-Ман
Кроме гонок на автомобилях с открытыми колёсами, Марио также участвовал в гонке «24 часа Ле-Мана» на протяжении четырёх десятилетий. В 1966 он выступал в паре с Люсьеном Бьянки, но сошёл. В 1967 на пит-стопе механик установил тормозную колодку задом наперёд, из-за чего в первом же повороте Андретти попал в тяжёлую аварию, автомобиль выбросило на середину трассы, почти полностью её заблокировав. Его напарники по команде Жо Шлессер и Роджер Маккласки в свою очередь также попали в аварию, пытаясь избежать столкновения с автомобилем Марио. Пострадавшего гонщика вытащил Маккласки.
Вплоть до окончания работы в Формуле-1 Марио не уделял внимания Ле-Ману. В 1982 году в паре с сыном Майклом они квалифицировали свой Mirage M12 на девятом месте, но были сняты с гонки за полтора часа до старта якобы из-за технических нарушений — при том что предварительную проверку машина прошла четырьмя днями ранее. Все протесты и апелляции результата не дали. Вновь Марио и Майкл заявились на гонку в 1988, прихватив в экипаж ещё и Джона, племянника Марио. За рулём заводского автомобиля компания из трёх Андретти финишировала на шестом месте.
После окончания активной карьеры Марио решил вернуться в Ле-Ман, чтобы добавить победу в этой гонке к списку своих достижений, но в 1995 смог добиться лишь второго места на финише. Позднее, в 2006 году в интервью он рассказал, что по его мнению, победу в тот год он упустил исключительно из-за плохой организации работы команды. В дальнейшем он ещё несколько раз пытался выходить на старт, но результаты становились всё хуже — 13-е место в 1996, сход в 1997, наконец, в 2000 в 60-летнем возрасте он финишировал 16-м.
В 2022 был внесён кандидатом в списки голосования за президента Итальянской республики.

### Прочие кузовные гонки
В гонках спорткаров Марио также сопутствовал успех. Он трижды выигрывал «12 часов Себринга» (в 1967, 1970, 1972), присовокупив к последней из побед выигранную гонку «24 часа Дайтоны» того же года. 72-й вообще стал для Андретти наиболее успешным в спорткарах — в экипаже с Жаки Иксом за рулём «Феррари» он четырежды побеждал на этапах чемпионата мира спорткаров, большей частью обеспечив итальянскому автопроизводителю победу в чемпионате. Кроме того, он выступал в серии Can-Am в конце 60-х — начале 70-х.
В NASCAR он принял участие в 14 гонках, наиболее значимым достижением из них стала победа в «Дайтоне-500» 1967 года.

## Семейные традиции
Марио Андретти является основателем целой династии гонщиков. Его сыновья, Майкл и Джефф, выступали в «Индикаре», причём Майкл в 1991 стал чемпионом серии. Альдо, родной брат Марио, в молодости также гонялся, но прекратил карьеру из-за травм, полученных в аварии. Племянник Марио и сын Альдо Джон Андретти участвовал сначала в Indycar,а потом в NASCAR,а в 2007—2011 годах участвовал в «Инди-500». Джон скончался 30 января 2020 от рака толстой кишки. Ещё один сын Альдо, Адам Андретти, также гонщик, а в 2005 гоночную карьеру в индикарах начал и внук Марио, сын Майкла — Марко. Семейство Андретти — первое в истории автоспорта, в котором в одном чемпионате (CART/Champ Car/Indycar) в разные моменты времени выступали пять родственников — соответственно Марио, Майкл, Джефф, Джон и Марко, причём четверо (не считая Марко) в 1990—1992 и 1994 годах соревновались одновременно.

## След в искусстве
- Анимационная студия «Пиксар» (англ. Pixar) сняла мультфильм Тачки, в котором Марио Андретти сыграл самого себя в эпизодической роли.
- Марио Андрети упоминается в песне «Shadrach» группы Beastie Boys в строках You love Mario Andretti cause he always drives his car well.
- Песня «Crash», Гвен Стефани содержит фразу: I picture you driving just like Mario Andretti.
- Песня Эми Грант из её альбома «Heart In Motion» (1991) содержит фразу: You like to drive like Mario Andretti, I like it taking my time.
- Имением гонщика названа компьютерная игра Mario Andretti Racing и её продолжение — Andretti Racing.

## Результаты выступлений

### Формула-1
| Легенда к таблице |                                                                    |
| --- | ------------------------------------------------------------------ |
| В таблице перечислены результаты всех Гран-при Формулы-1, в которых принимал участие гонщик. Строками таблицы являются сезоны, столбцами — этапы чемпионата мира. В каждой клетке указаны сокращённое название этапа и результат, дополнительно обозначенный цветом. Расшифровка обозначений и цветов представлена в нижеследующей таблице. |                                                                    |
| \| Пример \| Описание \| \| ------------ \| ------------------------------------------------------------------ \| \| 1 \| Победитель \| \| 2 \| Второе место \| \| 3 \| Третье место \| \| 5 \| Финишировал, заработав очки \| \| Сход \| Не финишировал, но при этом заработал очки \| \| 12 \| Финишировал, не получив очков \| \| НКЛ \| Финишировал, но не попал в финальную классификацию \| \| 15 \| Участвовал вне зачёта, либо по отдельной классификации \| \| 18 \| Не финишировал, но попал в финальную классификацию \| \| Сход \| Не финишировал \| \| НКВ \| Не прошёл квалификацию \| \| НПКВ \| Не прошёл предквалификацию \| \| ДСК \| Дисквалифицирован \| \| ИСК \| Исключён из протокола соревнований \| \| ТТ \| Заявлен для участия только в тренировках \| \| НС \| Участвовал в квалификации, но не стартовал в гонке \| \| Т \| Травмирован или болен \| \| ОТК \| Отказ от участия \| \| НТР \| Прибыл на соревнования, но на трассу не выезжал \| \| НПР \| Был заявлен в числе участников, но не прибыл к началу соревнований \| \| О \| Соревнования отменены \| \| \| Не участвовал \| \| Поул-позиция \| \| \| Быстрый круг \| \| |                                                                    |
| Пример | Описание                                                           |
| 1 | Победитель                                                         |
| 2 | Второе место                                                       |
| 3 | Третье место                                                       |
| 5 | Финишировал, заработав очки                                        |
| Сход | Не финишировал, но при этом заработал очки                         |
| 12 | Финишировал, не получив очков                                      |
| НКЛ | Финишировал, но не попал в финальную классификацию                 |
| 15 | Участвовал вне зачёта, либо по отдельной классификации             |
| 18 | Не финишировал, но попал в финальную классификацию                 |
| Сход | Не финишировал                                                     |
| НКВ | Не прошёл квалификацию                                             |
| НПКВ | Не прошёл предквалификацию                                         |
| ДСК | Дисквалифицирован                                                  |
| ИСК | Исключён из протокола соревнований                                 |
| ТТ | Заявлен для участия только в тренировках                           |
| НС | Участвовал в квалификации, но не стартовал в гонке                 |
| Т | Травмирован или болен                                              |
| ОТК | Отказ от участия                                                   |
| НТР | Прибыл на соревнования, но на трассу не выезжал                    |
| НПР | Был заявлен в числе участников, но не прибыл к началу соревнований |
| О | Соревнования отменены                                              |
| | Не участвовал                                                      |
| Поул-позиция |                                                                    |
| Быстрый круг |                                                                    |

| Сезон | Команда                     | Шасси  | Двигатель                | Ш | 1        | 2        | 3        | 4        | 5        | 6        | 7        | 8        | 9        | 10       | 11       | 12       | 13       | 14       | 15       | 16       | 17       | Место | Очки |
| ----- | --------------------------- | ------ | ------------------------ | - | -------- | -------- | -------- | -------- | -------- | -------- | -------- | -------- | -------- | -------- | -------- | -------- | -------- | -------- | -------- | -------- | -------- | ----- | ---- |
| 1968  | Gold Leaf Team Lotus        | 49B    | Ford Cosworth DFV 3,0 V8 | F | ЮАР      | ИСП      | МОН      | БЕЛ      | НИД      | ФРА      | ВЕЛ      | ГЕР      | ИТА НС   | КАН      | США Сход | МЕК      |          |          |          |          |          | —     | 0    |
| 1969  | Gold Leaf Team Lotus        | 49B    | Ford Cosworth DFV 3,0 V8 | F | ЮАР Сход | ИСП      | МОН      | НИД      | ФРА      | ВЕЛ      |          |          |          |          |          |          |          |          |          |          |          | —     | 0    |
| 1969  | Gold Leaf Team Lotus        | 63     | Ford Cosworth DFV 3,0 V8 | F |          |          |          |          |          |          | ГЕР Сход | ИТА      | КАН      | США Сход | МЕК      |          |          |          |          |          |          | —     | 0    |
| 1970  | STP Corporation             | 701    | Ford Cosworth DFV 3,0 V8 | F | ЮАР Сход | ИСП 3    | МОН      | БЕЛ      | НИД      | ФРА      | ВЕЛ Сход | ГЕР Сход | АВТ Сход | ИТА      | КАН      | США      | МЕК      |          |          |          |          | 15    | 4    |
| 1971  | Scuderia Ferrari SpA SEFAC  | 312 B  | Ferrari 001 3,0 V12      | F | ЮАР 1    | ИСП Сход | МОН НКВ  | НИД Сход | ФРА      | ВЕЛ      |          |          |          |          |          |          |          |          |          |          |          | 8     | 12   |
| 1971  | Scuderia Ferrari SpA SEFAC  | 312 B2 | Ferrari 001/1 3,0 V12    | F |          |          |          |          |          |          | ГЕР 4    | АВТ      | ИТА      | КАН 13   | США НС   |          |          |          |          |          |          | 8     | 12   |
| 1972  | Scuderia Ferrari SpA SEFAC  | 312 B2 | Ferrari 001/1 3,0 V12    | F | АРГ Сход | ЮАР 4    | ИСП Сход | МОН      | БЕЛ НПР  | ФРА      | ВЕЛ      | ГЕР      | АВТ      | ИТА 7    | КАН      | США 6    |          |          |          |          |          | 12    | 4    |
| 1974  | Vel’s Parnelli Jones Racing | VPJ4   | Ford Cosworth DFV 3,0 V8 | F | АРГ      | БРА      | ЮАР      | ИСП      | БЕЛ      | МОН      | ШВЕ      | НИД      | ФРА      | ВЕЛ      | ГЕР      | АВТ      | ИТА      | КАН 7    | США ДСК  |          |          | 25    | 0    |
| 1975  | Vel’s Parnelli Jones Racing | VPJ4   | Ford Cosworth DFV 3,0 V8 | F | АРГ Сход |          |          |          |          |          |          |          |          |          |          |          |          |          |          |          |          | 14    | 5    |
| 1975  | Vel’s Parnelli Jones Racing | VPJ4   | Ford Cosworth DFV 3,0 V8 | G |          | БРА 7    | ЮАР 17   | ИСП Сход | МОН Сход | БЕЛ      | ШВЕ 4    | НИД      | ФРА 5    | ВЕЛ 12   | ГЕР 10   | АВТ Сход | ИТА Сход | США Сход |          |          |          | 14    | 5    |
| 1976  | John Player Team Lotus      | 77     | Ford Cosworth DFV 3,0 V8 | G | БРА Сход |          |          | ИСП Сход | БЕЛ Сход | МОН      | ШВЕ Сход | ФРА 5    | ВЕЛ Сход | ГЕР 12   | АВТ 5    | НИД 3    | ИТА Сход | КАН 3    | США Сход | ЯПО 1    |          | 6     | 22   |
| 1976  | Vel’s Parnelli Jones Racing | VPJ4B  | Ford Cosworth DFV 3,0 V8 | G |          | ЮАР 6    | СШЗ Сход |          |          |          |          |          |          |          |          |          |          |          |          |          |          | 6     | 22   |
| 1977  | John Player Team Lotus      | 78     | Ford Cosworth DFV 3,0 V8 | G | АРГ 5    | БРА Сход | ЮАР Сход | СШЗ 1    | ИСП 1    | МОН 5    | БЕЛ Сход | ШВЕ 6    | ФРА 1    | ВЕЛ 14   | ГЕР Сход | АВТ Сход | НИД Сход | ИТА 1    | США 2    | КАН 9    | ЯПО Сход | 3     | 47   |
| 1978  | John Player Team Lotus      | 78     | Ford Cosworth DFV 3,0 V8 | G | АРГ 1    | БРА 4    | ЮАР 7    | СШЗ 2    | МОН 11   |          |          |          |          |          |          |          |          |          |          |          |          | 1     | 64   |
| 1978  | John Player Team Lotus      | 79     | Ford Cosworth DFV 3,0 V8 | G |          |          |          |          |          | БЕЛ 1    | ИСП 1    | ШВЕ Сход | ФРА 1    | ВЕЛ Сход | ГЕР 1    | АВТ Сход | НИД 1    | ИТА 6    | США Сход | КАН 10   |          | 1     | 64   |
| 1979  | Martini Racing Team Lotus   | 79     | Ford Cosworth DFV 3,0 V8 | G | АРГ 5    | БРА Сход | ЮАР 4    | СШЗ 4    |          | БЕЛ Сход |          |          | ВЕЛ Сход | ГЕР Сход | АВТ Сход | НИД Сход | ИТА 5    | КАН 10   | США Сход |          |          | 12    | 14   |
| 1979  | Martini Racing Team Lotus   | 80     | Ford Cosworth DFV 3,0 V8 | G |          |          |          |          | ИСП 3    |          | МОН Сход | ФРА Сход |          |          |          |          |          |          |          |          |          | 12    | 14   |
| 1980  | Team Essex Lotus            | 81     | Ford Cosworth DFV 3,0 V8 | G | АРГ Сход | БРА Сход | ЮАР 12   | СШЗ Сход | БЕЛ Сход | МОН 7    | ФРА Сход | ВЕЛ Сход | ГЕР 7    | АВТ Сход | НИД 8    | ИТА Сход | КАН Сход | США 6    |          |          |          | 20    | 1    |
| 1981  | Marlboro Team Alfa Romeo    | 179C   | Alfa Romeo 1260 3,0 V12  | M | СШЗ 4    | БРА Сход | АРГ 8    | САН Сход | БЕЛ 10   | МОН Сход | ИСП 8    |          |          |          |          |          |          |          |          |          |          | 17    | 3    |
| 1981  | Marlboro Team Alfa Romeo    | 179    | Alfa Romeo 1260 3,0 V12  | M |          |          |          |          |          |          |          | ФРА 8    | ВЕЛ Сход | ГЕР 9    | АВТ Сход |          |          |          |          |          |          | 17    | 3    |
| 1981  | Marlboro Team Alfa Romeo    | 179D   | Alfa Romeo 1260 3,0 V12  | M |          |          |          |          |          |          |          |          |          |          |          | НИД Сход | ИТА Сход | КАН 7    | СИЗ Сход |          |          | 17    | 3    |
| 1982  | TAG Williams Racing Team    | FW07C  | Ford Cosworth DFV 3,0 V8 | G | ЮАР      | БРА      | СШЗ Сход | САН      | БЕЛ      | МОН      | ДЕТ      | КАН      | НИД      | ВЕЛ      | ФРА      | ГЕР      | АВТ      | ШВА      |          |          |          | 19    | 4    |
| 1982  | Scuderia Ferrari SpA SEFAC  | 126 C2 | Ferrari 021 1,5 V6T      | G |          |          |          |          |          |          |          |          |          |          |          |          |          |          | ИТА 3    | СИЗ Сход |          | 19    | 4    |

### Индианаполис-500
| Год  | #  | Команда                   | Шасси          | Мотор            | Старт | Финиш |
| ---- | -- | ------------------------- | -------------- | ---------------- | ----- | ----- |
| 1965 | 12 | Dean Van Lines            | Hawk RE        | Ford             | 4     | 3     |
| 1966 | 1  | Dean Van Lines            | Brawner        | Ford             | 1     | 18    |
| 1967 | 1  | Dean Van Lines            | Hawk           | Ford             | 1     | 30    |
| 1968 | 2  | Overseas National Airways | Brawner        | Ford TC          | 4     | 33    |
| 1969 |    | STP Oil Treatment         | Hawk III       | Ford TC          | 2     | 1     |
| 1970 | 1  | STP Oil Treatment         | McNamora       | Ford TC          | 8     | 6     |
| 1971 | 5  | STP Oil Treatment         | McNamora       | Ford TC          | 9     | 30    |
| 1972 | 9  | Viceroy                   | Parnelli       | Offenhauser TC   | 5     | 8     |
| 1973 | 11 | Viceroy                   | Parnelli       | Offenhauser TC   | 6     | 30    |
| 1974 | 5  | Viceroy                   | Eagle          | Offenhauser TC   | 5     | 31    |
| 1975 | 21 | Viceroy                   | Eagle          | Offenhauser TC   | 27    | 28    |
| 1976 | 6  | CAM2 Motor Oil            | McLaren        | Offenhauser TC   | 19    | 8     |
| 1977 | 9  | CAM2 Motor Oil            | McLaren        | Cosworth TC      | 6     | 26    |
| 1978 | 7  | Gould Charge              | Penske PC-6/78 | Cosworth TC      | 33    | 12    |
| 1980 | 12 | Essex                     | Penske PC-9/80 | Cosworth         | 2     | 20    |
| 1981 | 40 | STP Oil Treatment         | Wildcat        | Cosworth TC      | 32    | 2     |
| 1982 | 40 | STP-Intermedics           | Wildcat 8B     | Cosworth         | 4     | 31    |
| 1983 | 3  | Newman/Haas Budweiser     | Lola T700      | Cosworth TC      | 11    | 23    |
| 1984 | 3  | Budweiser-Newman-Haas     | Lola T800      | Cosworth         | 6     | 17    |
| 1985 | 3  | Beatrice                  | Lola T900      | Cosworth         | 4     | 2     |
| 1986 | 2  | Newman/Haas               | Lola T8600     | Cosworth TC      | 30    | 32    |
| 1987 | 5  | Hanna Car Wash            | Lola T8700     | Chevrolet A      | 1     | 9     |
| 1988 | 6  | Amoco/K-Mart              | Lola T8800     | Chevrolet A      | 4     | 20    |
| 1989 | 5  | Kmart/Havoline            | Lola T8900     | Chevrolet A      | 5     | 4     |
| 1990 | 6  | Kmart/Havoline            | Lola T9000     | Chevrolet A      | 6     | 30    |
| 1991 | 6  | Kmart/Havoline            | Lola T9100     | Chevrolet A      | 3     | 7     |
| 1992 | 2  | Kmart/Texaco/Havoline     | Lola T9200     | Ford Cosworth XB | 3     | 23    |
| 1993 | 6  | Kmart/Texaco/Havoline     | Lola T9300     | Ford Cosworth XB | 2     | 5     |
| 1994 | 6  | Newman/Haas Racing        | Lola T9400     | Ford Cosworth XB | 9     | 32    |

## Награды
- Командор ордена «За заслуги перед Итальянской Республикой» (2 июня 2006 года)[3].